# Präanimismus
Präanimismus ist ein religionswissenschaftlicher und religionsethnologischer Begriff, der ein angenommenes religiöses Stadium bezeichnet, das dem Animismus vorangeht. Die verschiedenen präanimistischen Theorien gelten heute als überholt.

## Präanimistische Grundannahmen
Der Begriff Präanimismus wurde von Robert Ranulph Marett eingeführt, als er 1899 auf dem Jahrestag der Anthropologischen Sektion der British Association einen Aufsehen erregenden Vortrag über Preanimistic Religion hielt, der als Herausforderung von Edward B. Tylors Animismus-Theorie verstanden werden musste. In der Folgezeit wurde Maretts Theorie jedoch als Animatismus bezeichnet, während der Begriff Präanimismus auf alle Theorien ausgedehnt wurde, die den Ursprung der Religion noch eine Stufe vor dem Animismus vermuteten.
Dieser Zustand wird außer im Animatismus zum Beispiel in einem magischen Macht- und Zauberglauben (Dynamismus) oder im Totemismus gesucht. Die Theorie des Urmonotheismus (u. a. Andrew Lang, Wilhelm Schmidt) nimmt hingegen einen ursprünglichen Eingottglauben an, der den animistischen und magischen Vorstellungen vorausgegangen sei. Als Problem erwies sich in jedem Fall der hypothetische Charakter dieser Konstruktionen, die schwierige Vergleichbarkeit religiöser Phänomene und insbesondere die Annahme eines gesetzmäßigen zeitlichen Nacheinanders, wo tatsächlich ein Nebeneinander existiert (siehe auch: Sackgassen der ethnologischen Religionsforschung).